# Tân Kinh (báo)
Báo Tân Kinh (tiếng Trung: 新京报; nghĩa đen 'Tin tức Bắc Kinh mới', tiếng Anh: The Beijing News) là một tờ báo trực thuộc Đảng Cộng sản Trung Quốc. Tờ báo đầu tiên xuất bản vào ngày 11 tháng 11 năm 2003, trở thành một tờ nhật báo cho khu vực Bắc Kinh.
Số sê-ri xuất bản bằng tiếng Trung của tờ báo là CN11-0245.